# ميرزا جوان بخت
ميرزا جوان بخت (1841 - 18 سبتمبر 1884) هو ابن الإمبراطور بهادور شاه ظفر وزينت محل. وهو الابن الخامس عشر لأبيه، لكنه الابن الوحيد لأمه. كانت زينت محل تطمح أن تضعه على العرش المغولي.

## سيرته
أنقذته والدته زينت محل خلال ثورة 1857 وأبقته في مكان آمن. بدأت في تجهيز ابنها ليكون وريثًا للعرش بدلًا الابن الأكبر المتبقي للإمبراطور ميرزا فتح الملك بهادور. ولكن بسبب سياسة البكورة البريطانية، لم يتم قبول ذلك.
في 2 أبريل 1852، عندما كان في الحادية عشرة من عمره، تزوج في حفل كبير في دلهي من نواب شاه زماني بيغوم، ابنة أخت والدته. خططت والدته لحفل زفافه الفخم لمدة 10 أيام لرفع مكانته على العرش. توفيت زوجته شاه زماني بيغوم في يوليو 1899.
بعد وفاة والده الإمبراطور في رانغون، حيث دُفن جثمانه هناك. قام جوان بخت ومعلمه حافظ محمد إبراهيم دهلوي بترتيب صلاة الجنازة والدفن.

## الذرية
ولد الطفل الأول لميرزا جوانبخت ميتًا في عام 1859. وطفله الثاني اسمه جمشيد بخت. جمشيد لديه ولدان، بيدار بخت، توفي عام 1980 واسكندر بخت، توفي عام 1986.